# 利東駅

コンコース

B出入口ホールのパブリックアート

利東駅（りとうえき、レイトンえき）は香港香港島南区にあるMTR南港島線東段の駅である。

## 概要
香港島から香港仔海峡を渡った鴨脷洲にある最初の駅。玉桂山の山麓に位置し、出入口は片方は地底トンネルで水平移動のみで可能だが、もう一方はエレベーターによる垂直移動となる。駅識別カラーは「オレンジ」。
人員効率化のため有人窓口（客務中心）はなく、タッチパネル式の自助客務機（セルフ式精算機・チャージ機）やオペレーター通話機能を備えた資訊台が代用として設置される

## 駅構造
島式ホーム1面2線の地下駅。

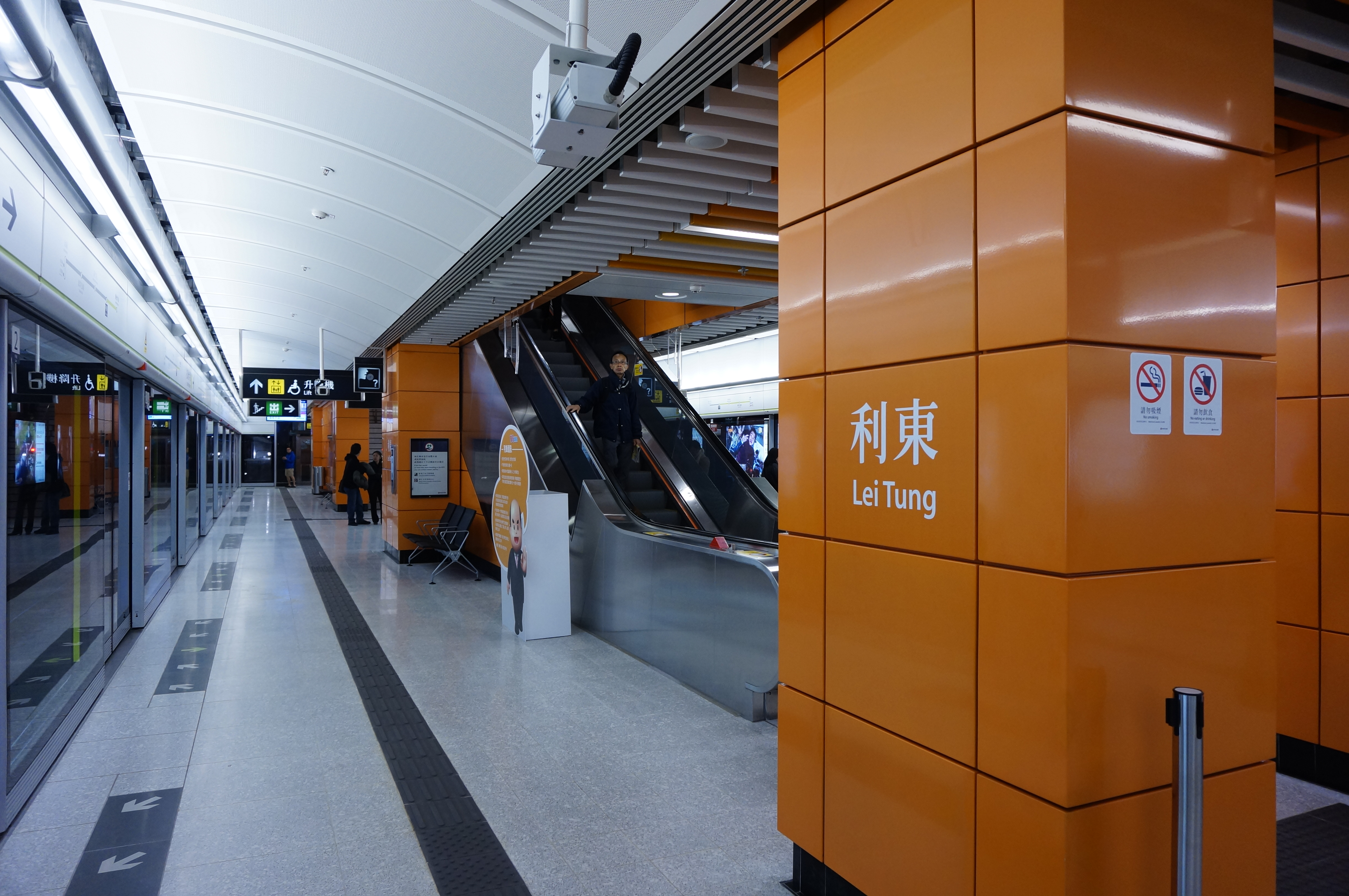
ホームの様子

### のりば
| U3 出口         | 鴨脷洲橋道 | A2出口                                                                |
| G 地上          | 利東邨道   | B出口                                                                 |
| L6              | 防火層     | 避難階（B出口側のみ設置）                                             |
| L7 コンコース階 | コンコース | A1出口、資訊台（改札外）、無料Wi-fiスポット、売店、自動券売機、トイレ |
| L8 ホーム階     | ➋番線      | →■南港島線金鐘方面（黄竹坑）→                                         |
| L8 ホーム階     | 島式ホーム |                                                                       |
| L8 ホーム階     | ❶番線      | ←■南港島線海怡半島方面（海怡半島）                                    |

### 駅出口
- A1出口：鴨脷洲大街
- A2出口：鴨脷洲橋道
- B出口：利東邨

## 利用状況
平日はラッシュ時3分20秒間隔、日中4分30秒間隔、土曜日は日中4分30秒間隔、夕方4分間隔、日祝日は日中4分30秒間隔で3両編成の無人運転列車が運行される。

## 駅周辺
- 鴨脷洲大街（中国語版）
- 悦海華庭（中国語版）
- 深湾軒（中国語版）
- 鴨脷洲市政大廈（中国語版）
- 鴨脷洲中心
- 鴨脷洲邨（中国語版）
- 鴨脷洲海浜長廊
- 鴨脷洲風之塔公園（中国語版）
- 鴨脷洲公園
- 利東邨（中国語版）
- 利東商場
- 漁安苑（中国語版）
- 南湾（中国語版）
- 香港真光書院（中国語版）
- 聖伯多禄天主教学校
- 香港仔浸信会呂明才書院（中国語版）
- 鴨脷洲街坊会学校
- 利安福音堂
- 利東邨総合バスターミナル（中国語版）

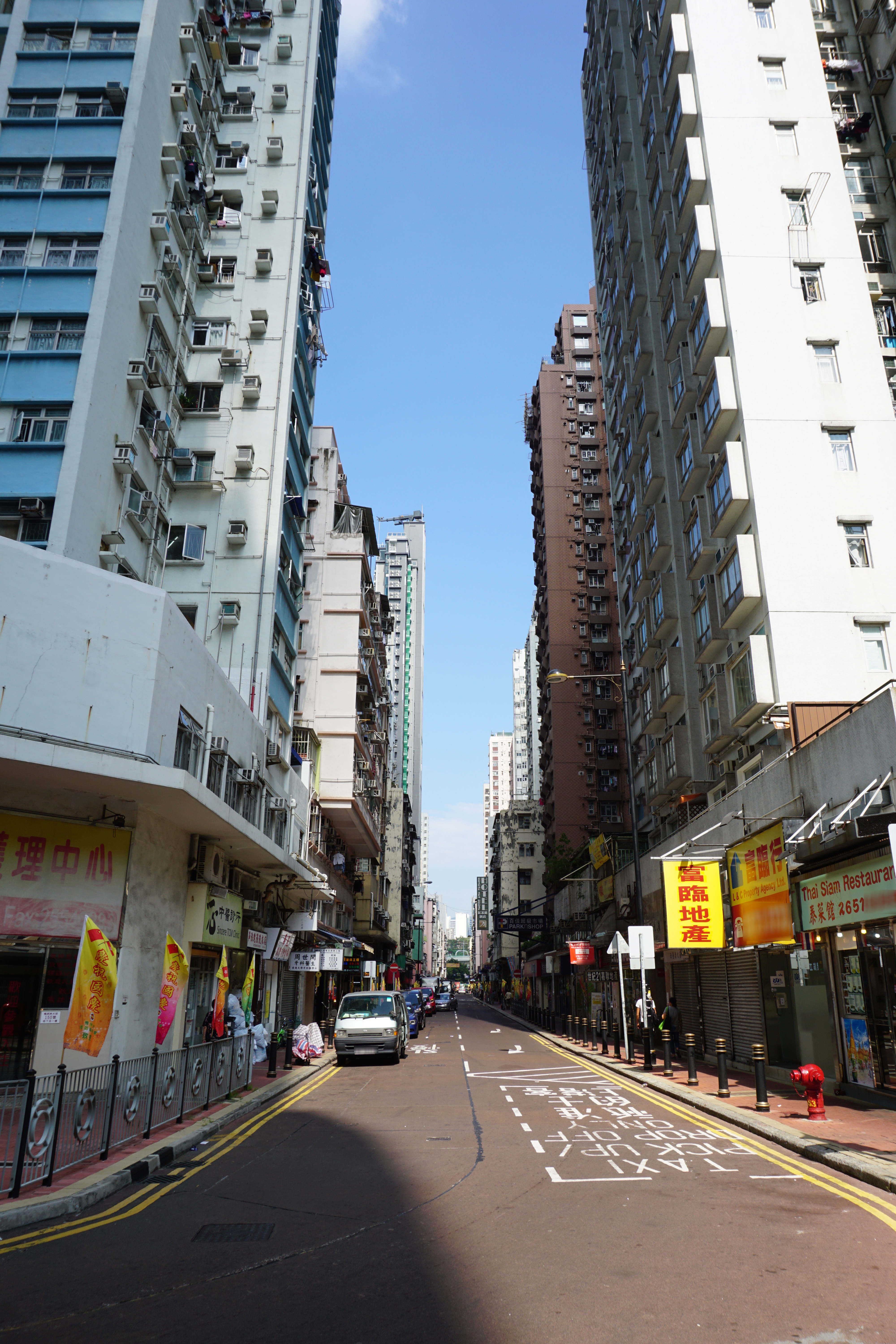
鴨脷洲大街
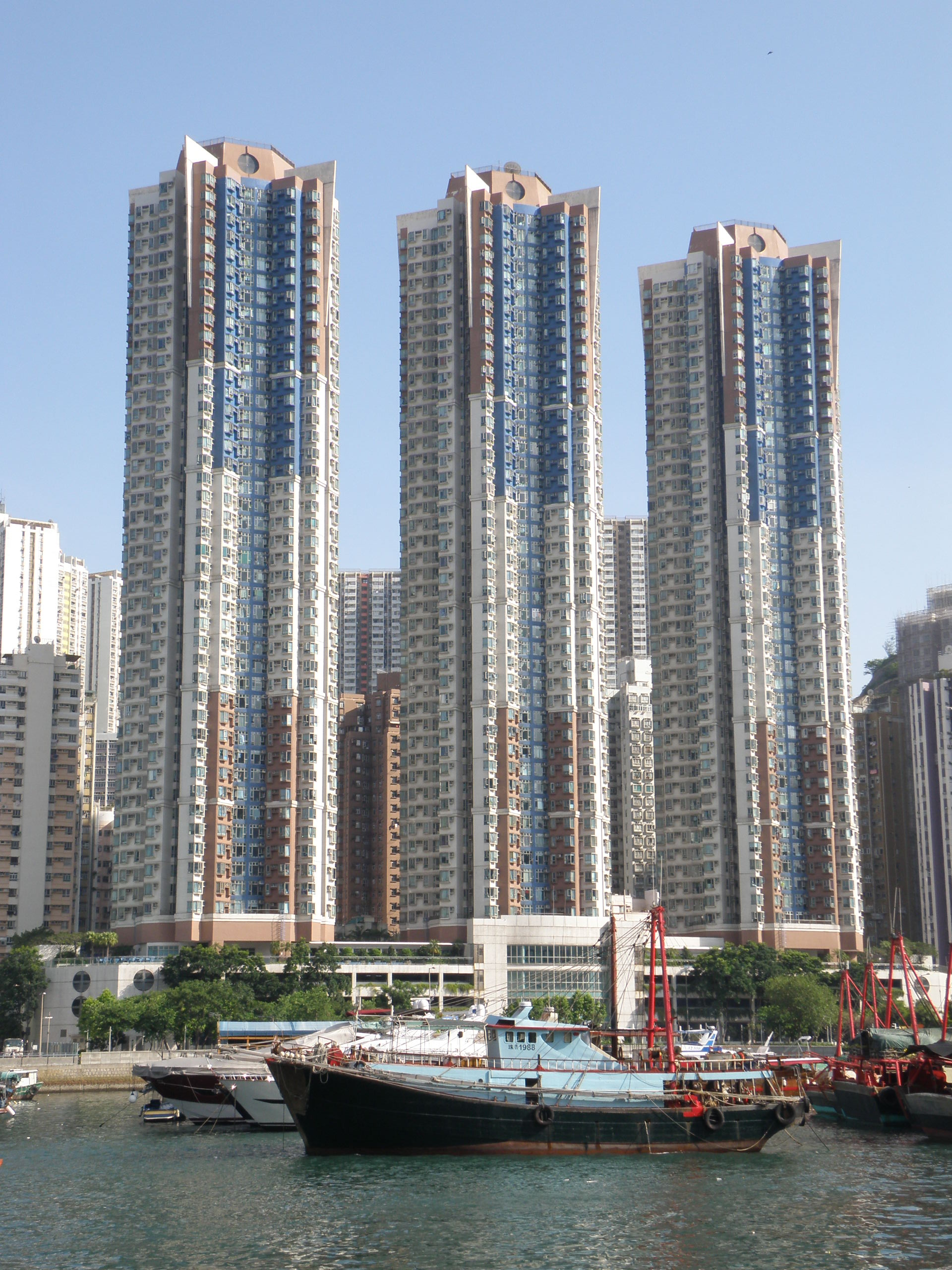
悦海華庭
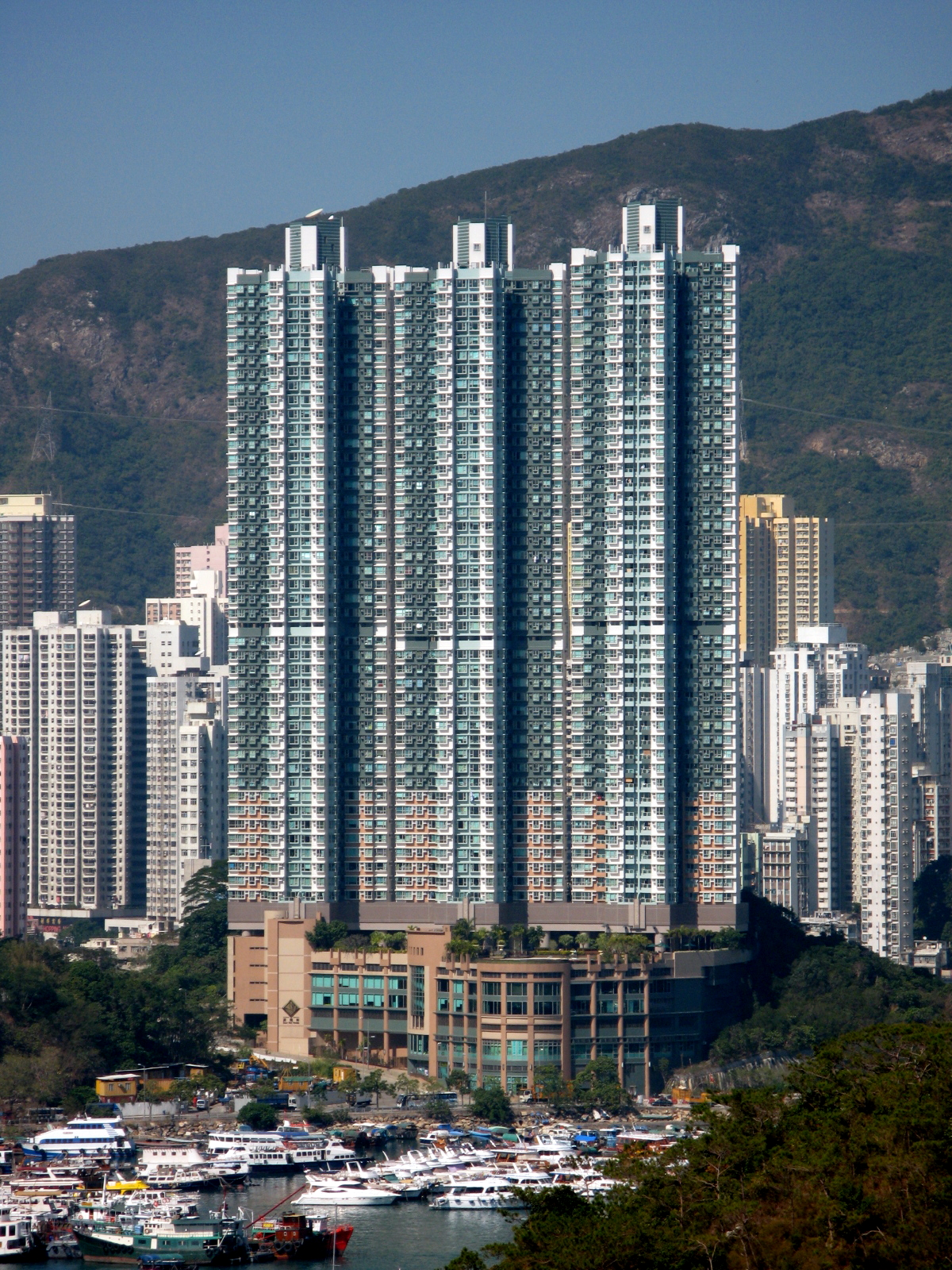
深湾軒
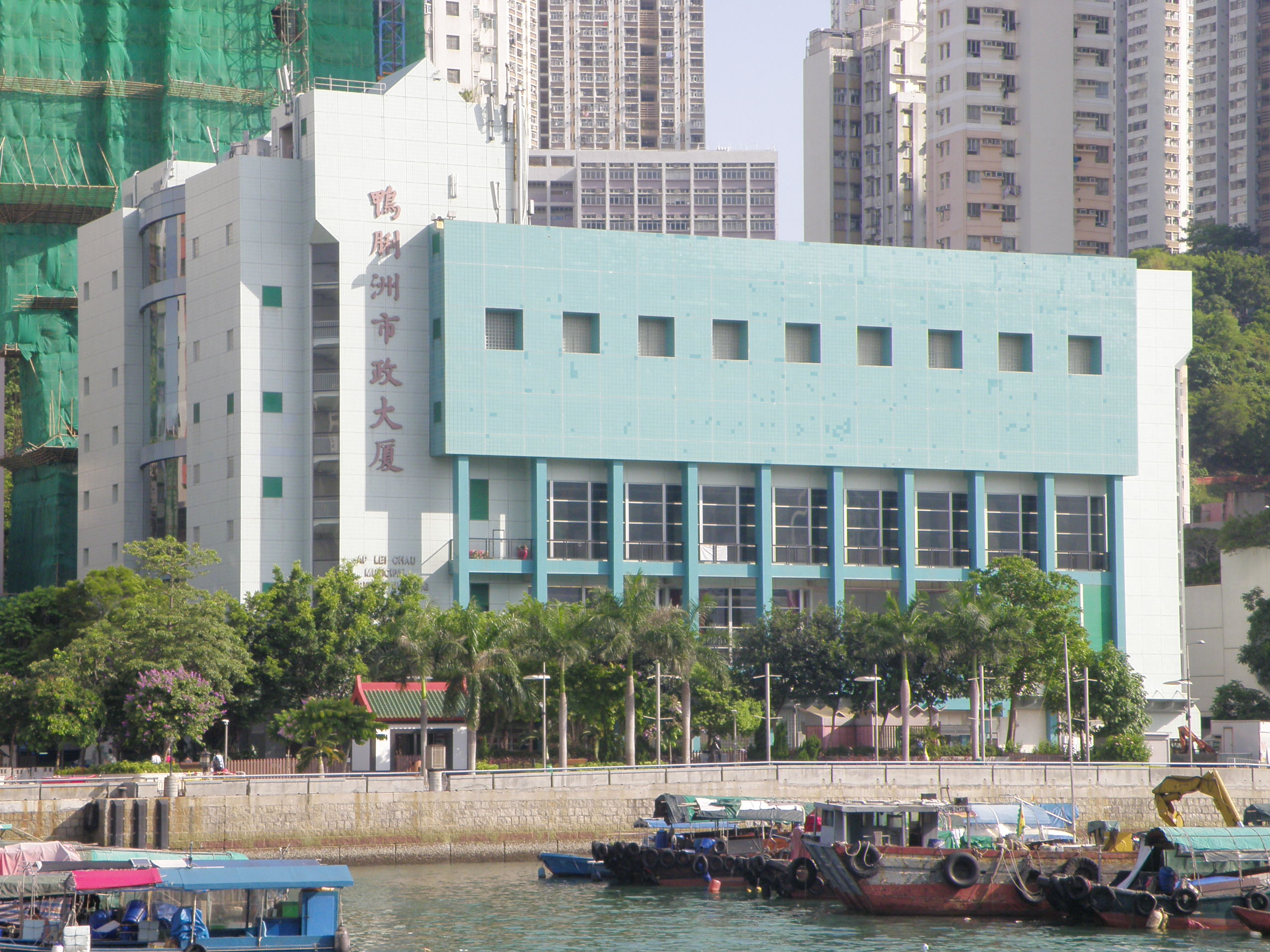
鴨脷洲市政大廈
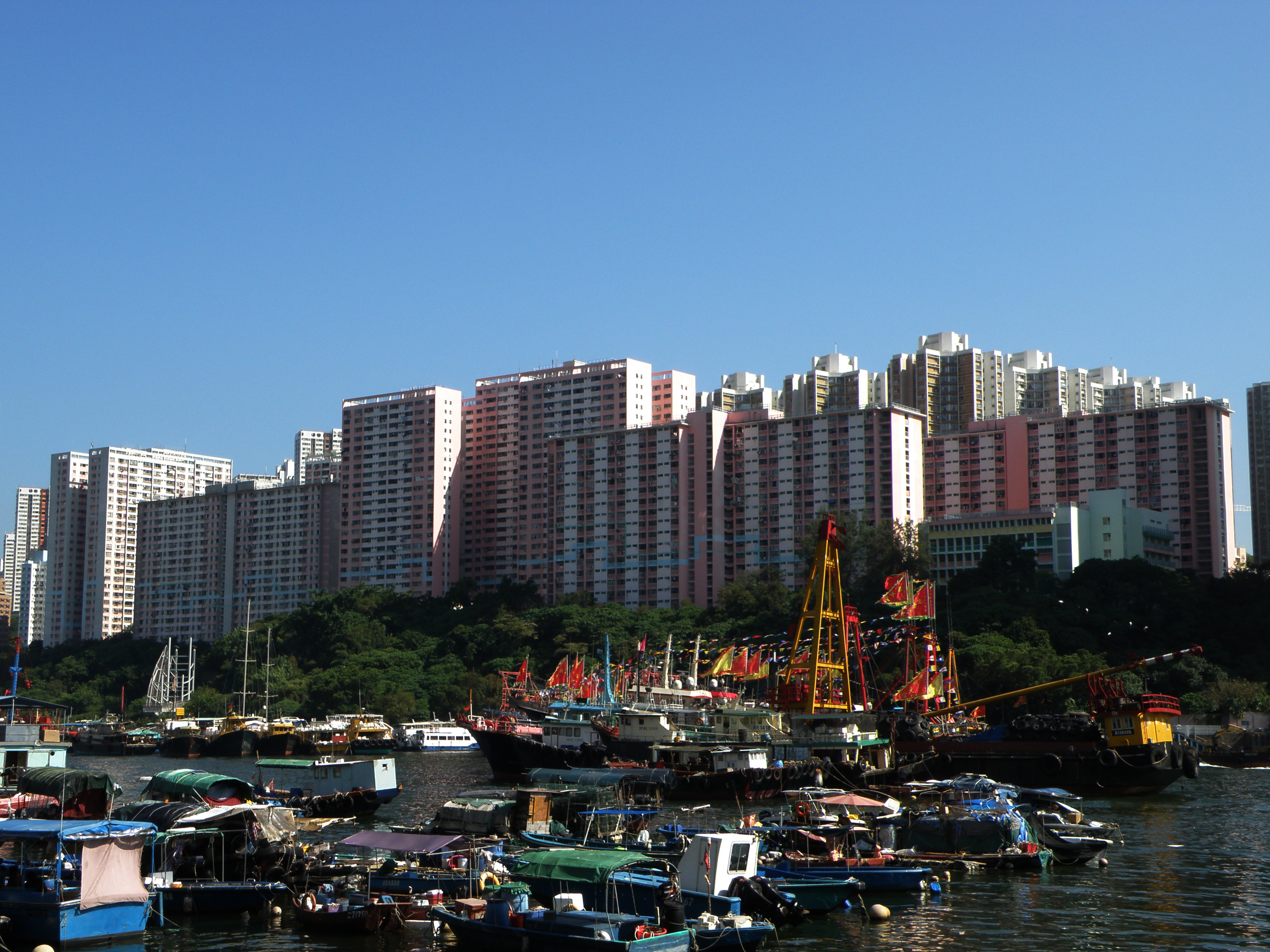
鴨脷洲邨
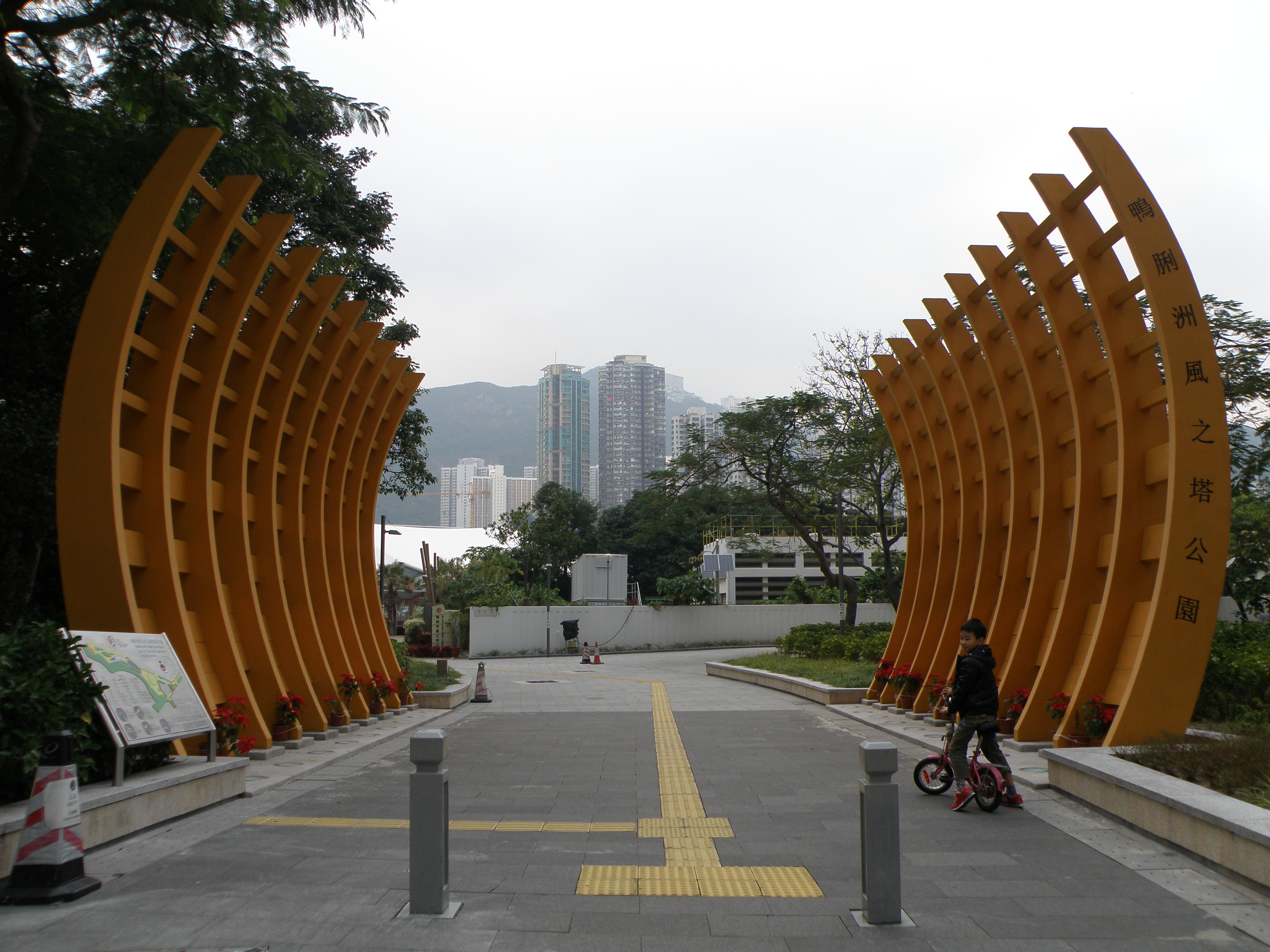
鴨脷洲風之塔公園
鴨脷洲橋道
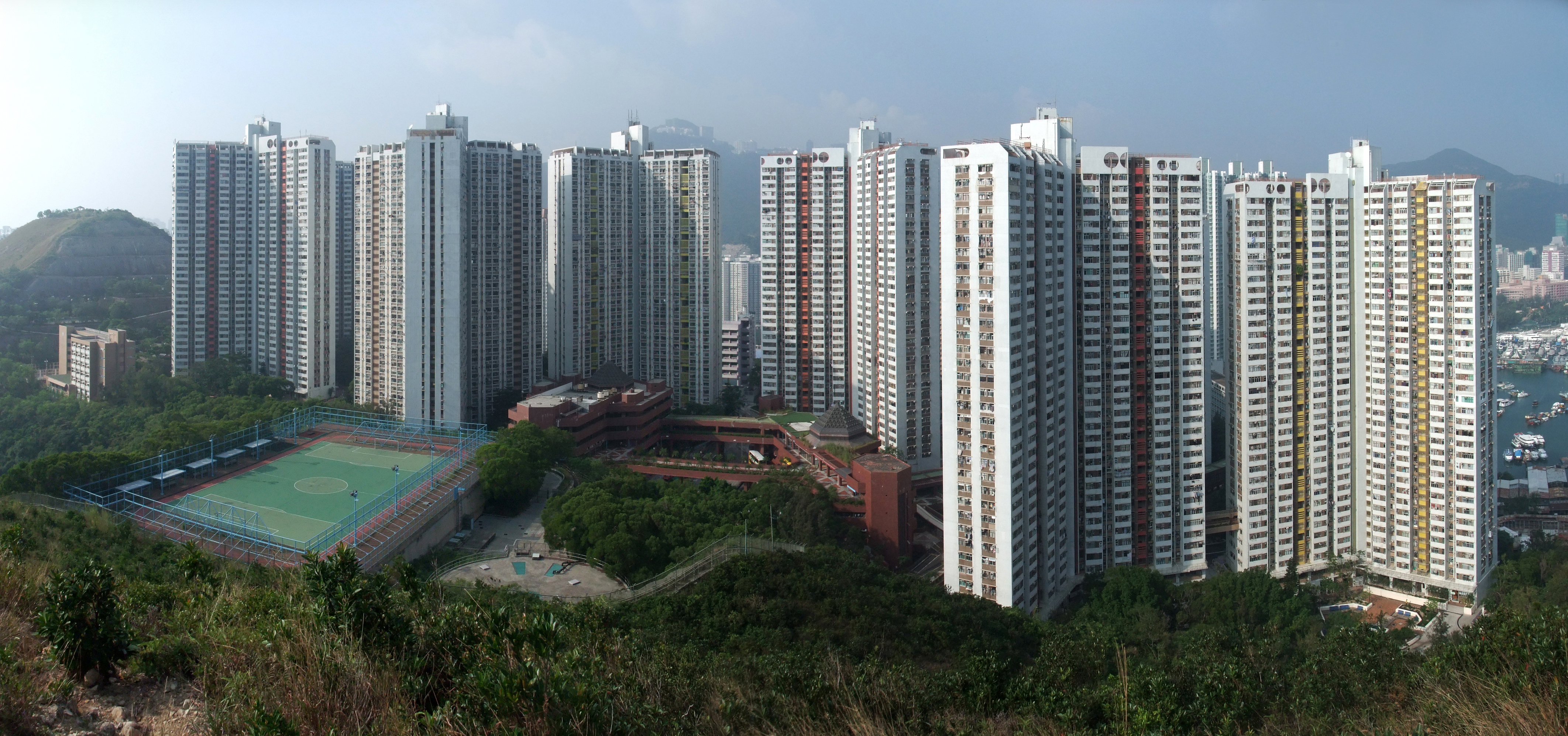
利東邨
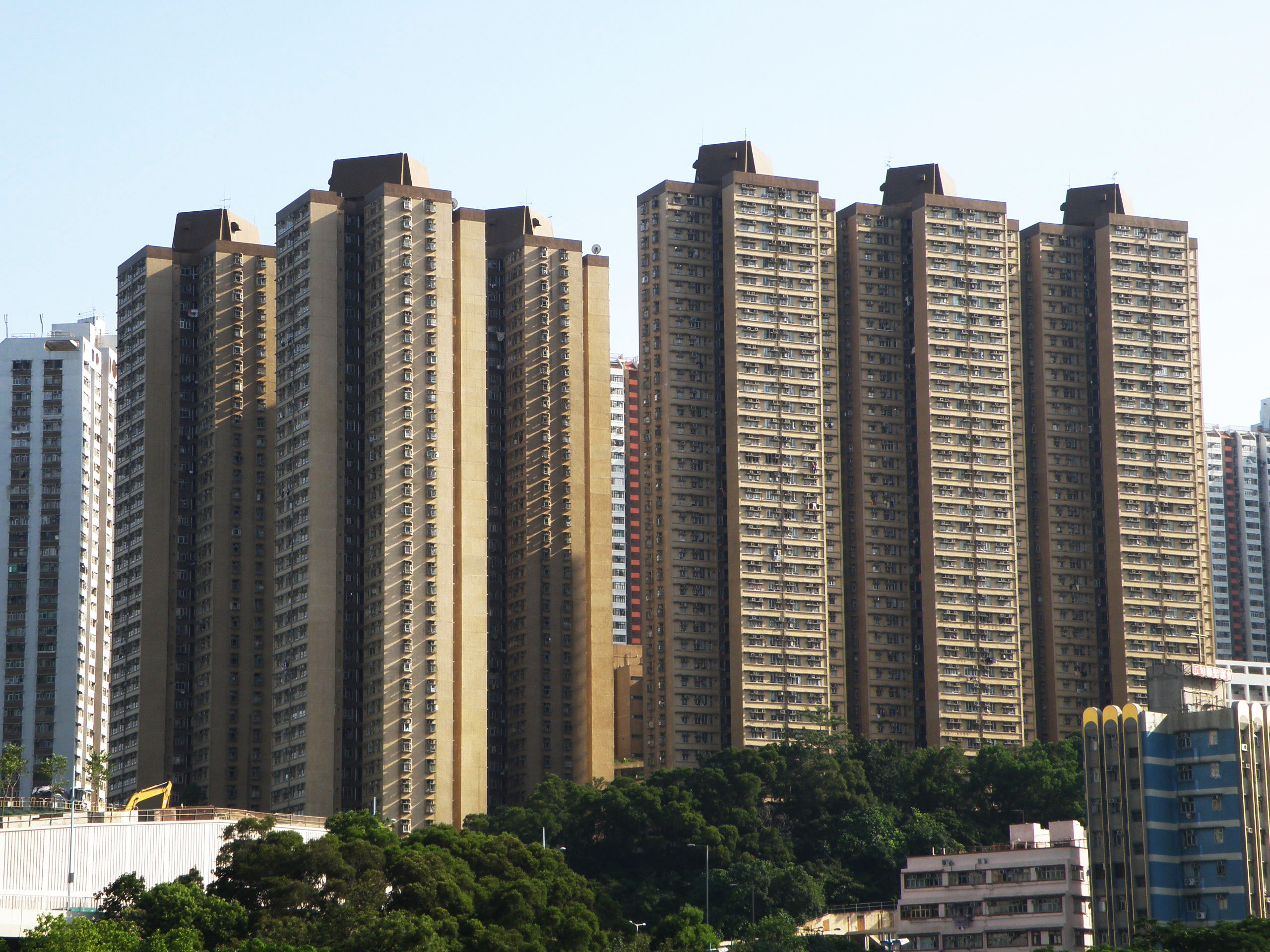
漁安苑
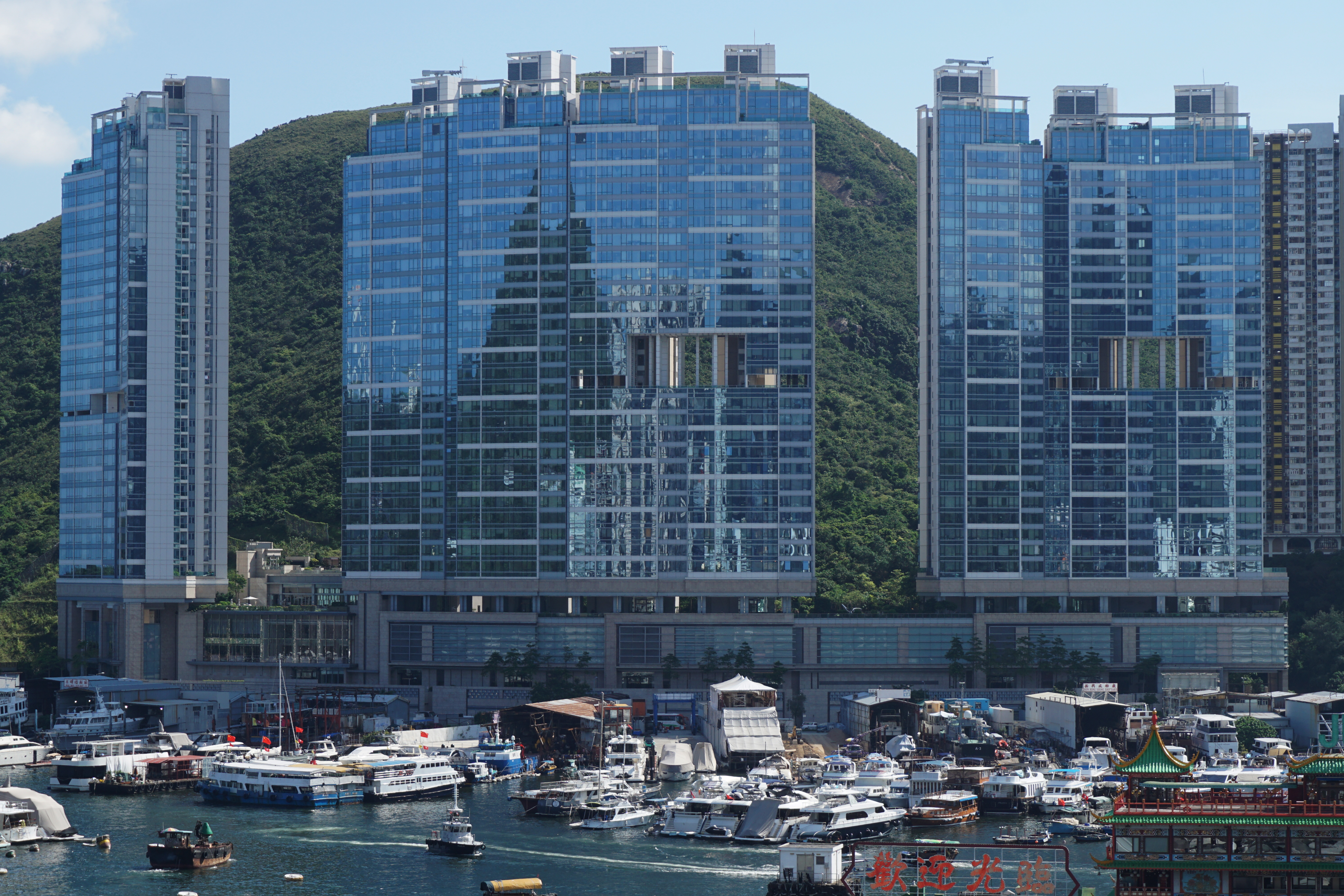
南湾住宅
香港真光書院
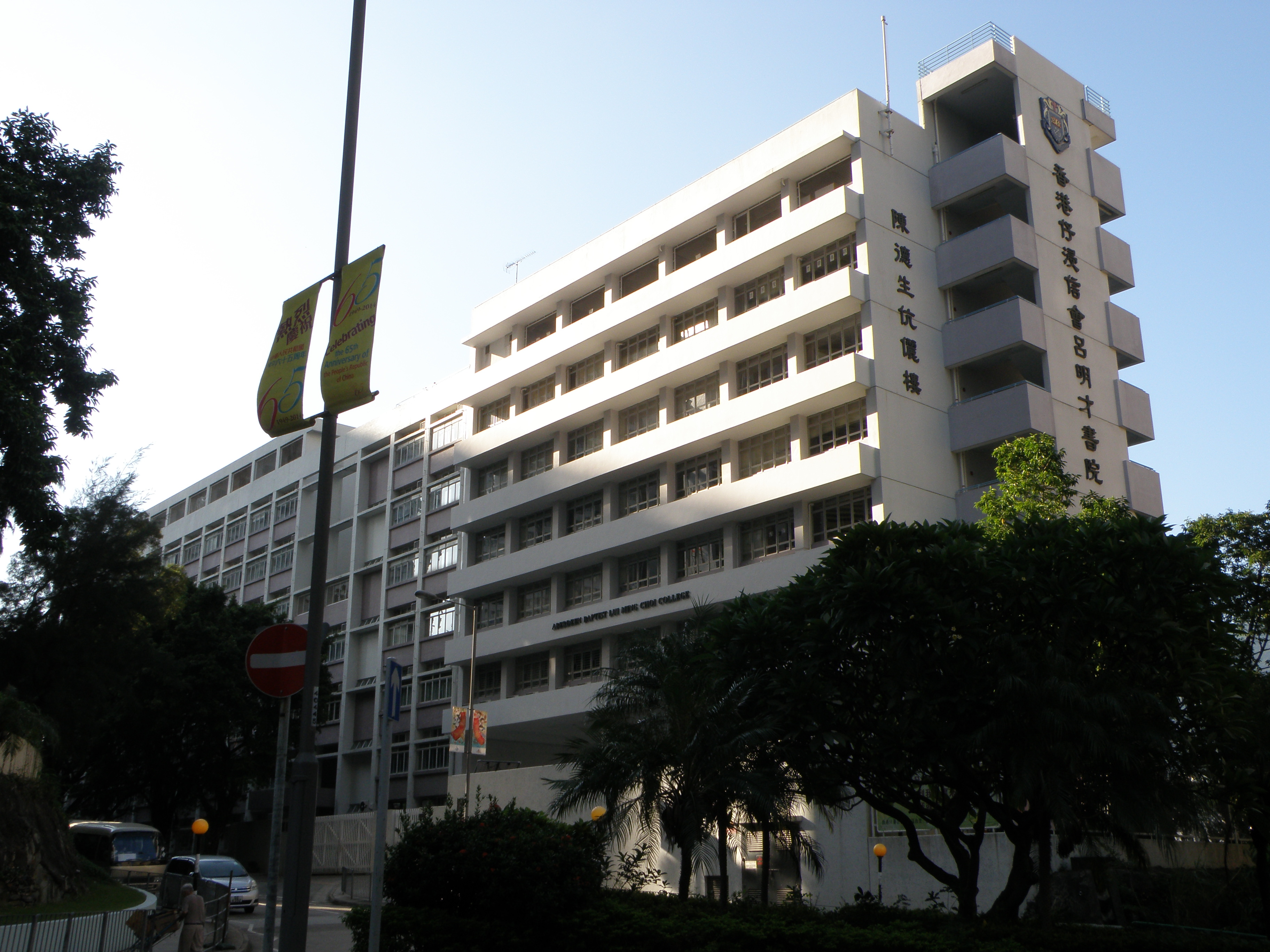
香港仔浸信会呂明才書院
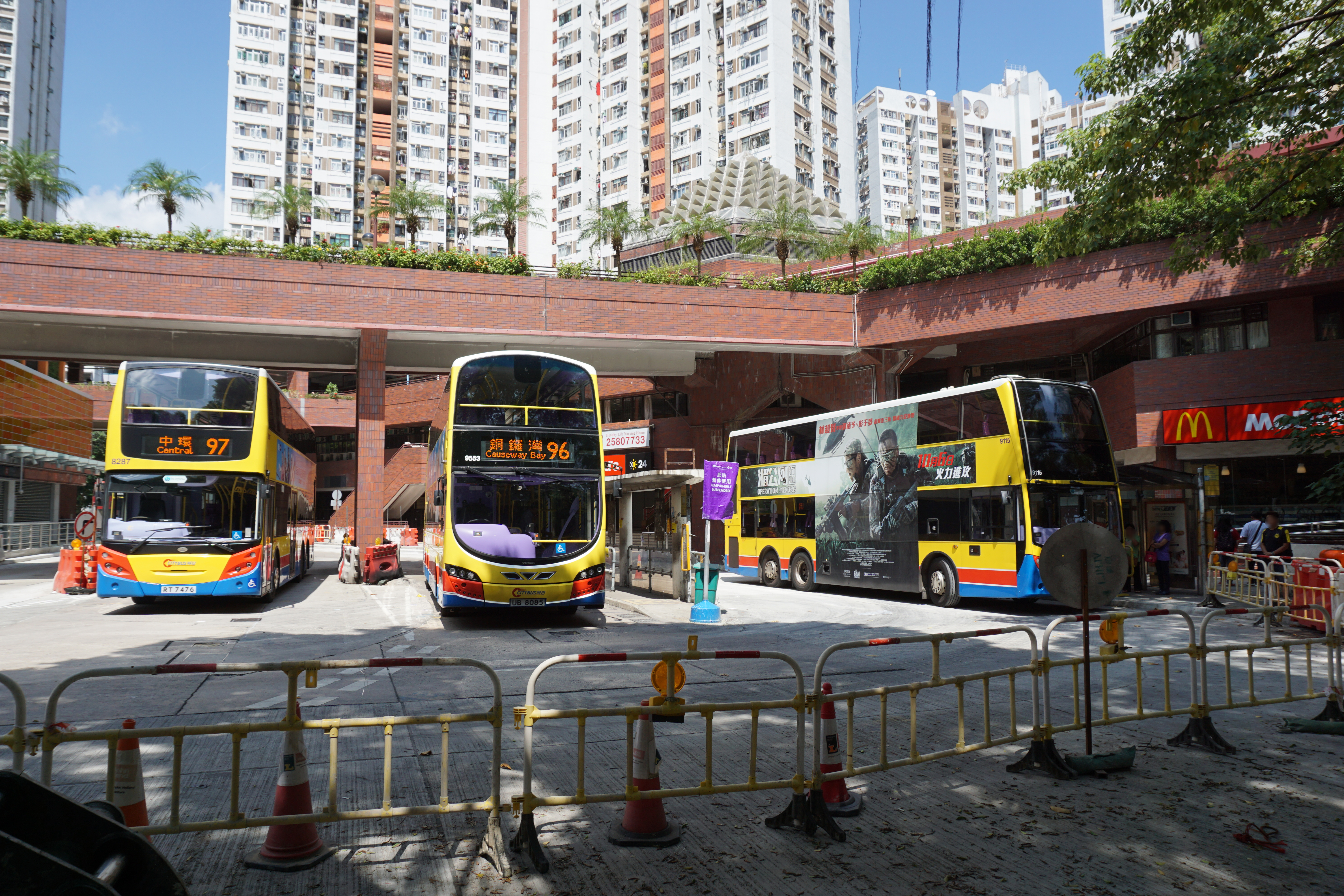
利東邨巴士総站（バスターミナル）

## 歴史
- 2011年5月18日 - 行政府が南港島線東段財務計画批准。
- 2011年5月 - 起工。
- 2016年12月28日 - 開業。

## 相片

1番線

- 1番線

## 隣の駅
香港鉄路 (MTR)
■南港島線 (東段)
黄竹坑駅 - 利東駅 - 海怡半島駅